# Портидж (окръг, Охайо)
Окръг Портидж (на английски: Portage County) е окръг в щата Охайо, Съединени американски щати. Площта му е 1313 km², а населението - 152 061 души (2000). Административен център е град Равена.